# Nkong Ngada
Nkongada est un village de la région du Centre du Cameroun, situé dans la commune de Bot-Makak. Resté dans l'histoire comme étant le village d'origine du tout premier évêque noir du Cameroun, feu Mgr Thomas Mongo, il est aussi caractérisé par la beauté de son paysage.

## Population et développement
La population de Nkong Ngada était de 2 531 habitants lors du recensement de 2005. La population est constituée pour l’essentiel de Bassa.   
Les activités économiques motrices de cette localité sont, l'agriculture, l’élevage et le commerce. le secteur agricole est dominé par l'élaéiculture et la cacaoculture, où viennent se greffer l'agriculture vivrière et maraîchère (piment en particulier, avec une production encore archaïque que l'on peut estimer à plus de 150 tonnes par an). Côté infrastructure de base, cette localité enregistre quatre écoles primaires, un CES (mom lelep), une église catholique qui est l'un des moteurs de la croissance de ce village avec pour curé depuis 2012 le père Emmanuel Mbock Mbock, qui par ailleurs est le président fondateur de l'ONG Afrique futur dont le siège est à Yaoundé.   
La jeunesse qui est le principal moteur de développement de cette localité est pour la grande partie des cas agricole. Pour son essor elle se regroupe autour de certains mouvements associatifs religieux et familiaux dont le plus important est la JEPANKO (Jeunesse Paroissiale de Nkongada) avec pour président depuis 2015, Minka Guy Franclin.   
Les activités sportives et éducatrices animent cette jeune population en quête de repères et soucieuse de son épanouissement.